# Ярцев, Николай Фёдорович
Николай Фёдорович Ярцев (20 марта (2 апреля) 1911, Санкт-Петербург — ?) — советский футболист, нападающий.
Выступал за ленинградские команды «Красная заря» (1935—1937), «Спартак» (1938—1941), «Пищевик» Ленинград (1946). В высшем дивизионе провёл 52 игры (плюс 9 аннулированных в 1941 году), забил 18 (1 аннулированный) голов. Полуфиналист Кубка СССР 1936.
Не реализовал первый в истории чемпионатов СССР пенальти (23 мая 1936 года в игре против ЦДКА).
Дальнейшая судьба неизвестна.